# Unterseeboot type XXVII
Le Unterseeboot type XXVII est une classe de sous-marin de poche  utilisés par la Kriegsmarine pendant la Seconde Guerre mondiale, qui comprenait cinq variantes destinés à de petites unités de combat.

## Développement
Tant que les navires de types de sous-marins (U-Boot) utilisés remplissaient leur tâche principale, l'attaque des convois alliés, selon les règles de la tactique de pack élaborée (Rudeltaktik) par Karl Dönitz, les idées pour le développement de petits sous-marins ont été rejetées par la Kriegsmarine.
L'attaque réussie par la Royal Navy de sous-marins de poche sur le cuirassé Tirpitz, dans laquelle il a été gravement endommagé par des mines de détention, a conduit à un changement dans l'évaluation de l'utilisation de ces sous-marins. À l'automne 1943, un petit sous-marin a été conçu dans le bureau principal pour la construction de navires de guerre (Hauptamt Kriegsschiffbau ou K-Amt), qui a été utilisé pour transporter des mines de bâton et pour être contrôlé par un équipage de deux personnes. Contrairement aux sous-marins de poches un peu plus gros de la Classe X britannique, les navires du type XXVII devaient pouvoir atteindre leur lieu d'utilisation - l'ancrage des navires ennemis - par une plongée continue.

## Type XXVII A – Hecht
Le XXVII A appelé Hecht a été conçu pour la plongée et n'avait pas de cellules de plongée, seulement des cellules de contrôle. La propulsion était assuré par un moteur électrique de 12 ch d'Allgemeine Elektricitäts-Gesellschaft (ou AEG), qui était en fait conçu pour entraîner des torpilles. Après l'achèvement de la phase de construction, les autorités de guerre navale ont décidé que le type XXVII A devrait être équipé de torpilles en plus des mines de retenue afin d'attaquer non seulement pendant l'ancrage des navires ennemis mais aussi pendant leur déplacement. La première commande pour la construction d'un navire de type XXVII A a été passée le 9 mars 1944. Le sous-marin a été mis en service sous le nom de U-2111 le 23 mai 1944.

### Spécifications techniques Type XXVII A
Notes : 
| Longueur:           | 10,4 m                       |
| Largeur:            | 1,7 m                        |
| Déplacement d'eau:  | 11,8 m³                      |
| Machine électrique: | Moteur électrique AEG, 12 CV |
| Batterie:           | 5 auges type: 8 MAL 210      |
| Rayon d'action:     | 38 nautiques à 4 nœuds       |
| Vitesse maximale:   | 6 nœuds                      |
| Armement:           | 1 torpille                   |
| Equipage:           | 2 hommes                     |

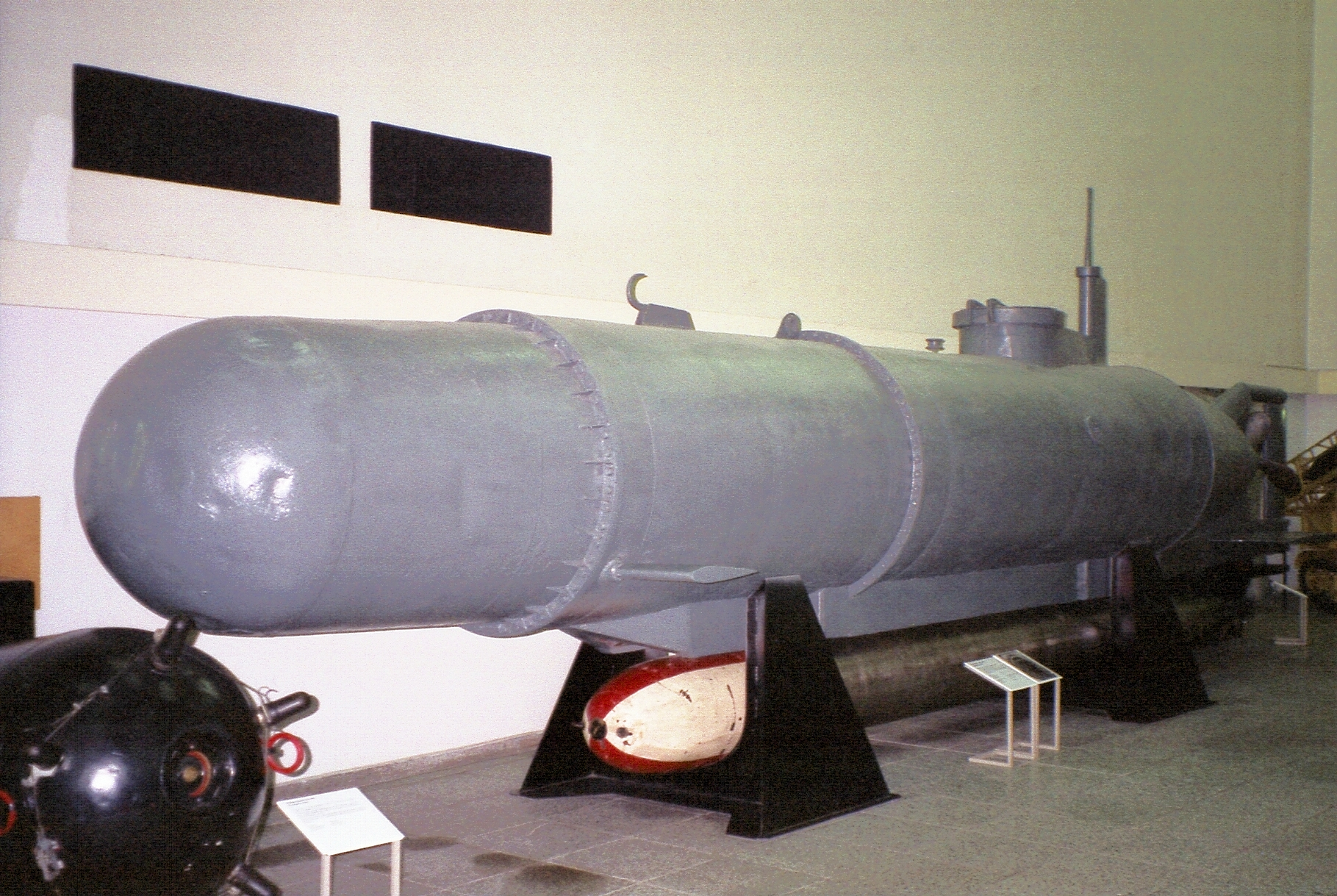
Type XXVII A – Hecht

Le 28 mars, des commandes de construction sont passées pour des navires type XXVII supplémentaires au chantier naval Germaniawerft, qui achève 53 Hechte fin août 1944 et les remet à la Kriegsmarine.

## Type XXVII B
Cette désignation de type comprend un certain nombre de modèles (B1 à B4), dont aucun n'a été mis en production. Le design rappelle la forme du brochet. Cependant, les modèles avaient une torpille de plus et avaient un arc attaché à l'avant de la coque, qui était destiné à permettre le voyage sur l'eau. En conséquence, la propulsion a été complétée par un moteur Diesel.

### Spécifications techniques Type XXVII B
Notes :
| Longueur:                    | 10,6 m      |
| Largeur:                     | 1,7 m       |
| Déplacement d'eau:           | 14,9 m³     |
| Machine diesel:              | 22 CV       |
| Machine électrique:          | AEG, 12 CV  |
| Vitesse maximale sur l'eau:  | 5,5 nœuds   |
| Vitesse maximale sous l'eau: | 6,9 nœuds   |
| Armement:                    | 2 torpilles |
| Equipage:                    | 2 hommes    |

Cependant, la cinquième version du type est entrée en production sous le nom de Seehund. Le chantier naval de Kiel Germaniawerft a également construit 146 modèles du modèle XXVII B5. La première commande pour la construction de trois sous-marins de type XXVII B5 a eu lieu le 28 avril 1944. Le U-5013, le premier Seehund du chantier naval Germaniawerft a été mis en service le 20 octobre 1944. Le chantier naval de Schichauwerft à Elbląg a également été chargé en juillet 1944 de construire des sous-marins XXVII B5. Ce contrat de construction comprenait 500 navires. Le chantier naval était destiné à la construction de 50% de toute la production allemande de Seehund et, le 13 février 1945, il a livré 151 sous-marins XXVII B5 à la Kriegsmarine.

### Spécifications techniques Type XXVII B5 –Seehund
Notes: 
| Longueur:                         | 11,9 m                         |
| Largeur:                          | 1,7 m                          |
| Déplacement d'eau:                | 14,9 m³                        |
| Machine diesel:                   | 60 CV                          |
| Machine électrique:               | 25 CV                          |
| Mazout (carburant):               | 0,5 t                          |
| Vitesse maximale sur l'eau:       | 5,5 nœuds                      |
| Vitesse maximale sous l'eau:      | 6,9 nœuds                      |
| Rayon d'action moteur électrique: | 63 milles nautiques à 3 nœuds  |
| Rayon d'action moteur diesel:     | 300 milles nautiques à 7 nœuds |
| Armement:                         | 2 torpilles                    |
| Equipage:                         | 2 hommes                       |

Sur la base des propriétés des Seehunds, qui promettaient plus de succès en utilisation offensive que les modèles partiellement développés et produits comme les  Biber et les Molch, de nouveaux développements de type XXVII ont été conçus, dont aucun n'a été produit.

## Type XXVII F
Sous la désignation de type XXVII F, un sous-marin de poche a été conçu dans le K-Amt à l'été 1944, qui devait être équipé d'un système de turbine Walter. Les navires de cette classe de sous-marins étaient censés transporter une torpille dans un renflement sous la coque.

### Spécifications techniques Type XXVII F
Notes: 
| Longueur:                    | 11,2 m                |
| Largeur:                     | 1 m                   |
| Machine:                     | Turbine Walter 200 CV |
| Vitesse maximale sous l'eau: | 22,6 nœuds            |
| Armement:                    | 1 torpille            |
| Equipage:                    | 1 homme               |

La turbine Walter à injection d'eau de mer destinée à cette classe de sous-marins étant encore loin d'être prête pour la production en série à ce stade, le projet a été initialement reporté et finalement annulé. Au lieu de cela, les considérations pour un modèle légèrement plus grand avec une turbine Walter et une injection d'eau douce ont été reprises. À la fin de l'été 1944, des essais de remorquage pour la version un peu plus grande de cette classe de sous-marins, le type XXVII F2, ont été effectués au Hamburgische Schiffbau-Versuchsanstalt (Institut de recherche sur la construction navale de Hambourg). Il a été constaté qu'en dépit du fait que la torpille était encastrée dans une indentation en forme d'auge sous le fuselage, l'interaction des propriétés d'écoulement de la torpille et du navire a entraîné une résistance à l'eau considérable. Ces constatations, l'étendue réduite des déplacements associés à ces propriétés ou l'étendue de navigation étroite qui en résulte, ainsi que la situation tendue dans la production industrielle signifient que cette conception n'a pas non plus été suivie par l'Amt für Kriegsschiffbau  (Office de construction de navires de guerre). 

## Type XXVII G
Le développement de la classe XXVII G ne va pas au-delà d'une étude de projet - en raison de la décision du Oberkommando der Marine (Haut Commandement de la Marine ou OKM), les travaux sont arrêtés au profit du Seehund. Les composants de développement individuels ont ensuite transposé dans la version finale du Seehund.

## Type XXVII K
Le 28 avril 1944, la KriegsmMarine a commandé trois sous-marins de poches du type XXVII K au chantier naval Germaniawerft à Kiel. Les navires avaient les numéros de construction 938 à 940 et ont reçu les numéros de bateau U-5188, U-5189 et U-5190. Les trois micro-sous-marins XXVII K n'ont été achevés qu'à la fin de la guerre.

### Spécifications techniques Type XXVII K
Notes: 
| Longueur:                    | 13,9 m                          |
| Largeur:                     | 1,7 m                           |
| Machine sur l'eau:           | Moteur diesel 100 CV            |
| Machine sur l'eau:           | Moteur électrique Schleich 8 CV |
| Vitesse maximale sur l'eau:  | 9,5 nœuds                       |
| Vitesse maximale sous l'eau: | 10 nœuds                        |
| Armement:                    | 2 torpilles                     |
| Equipage:                    | 2 hommes                        |